# Länsresidenset i Kristianstad

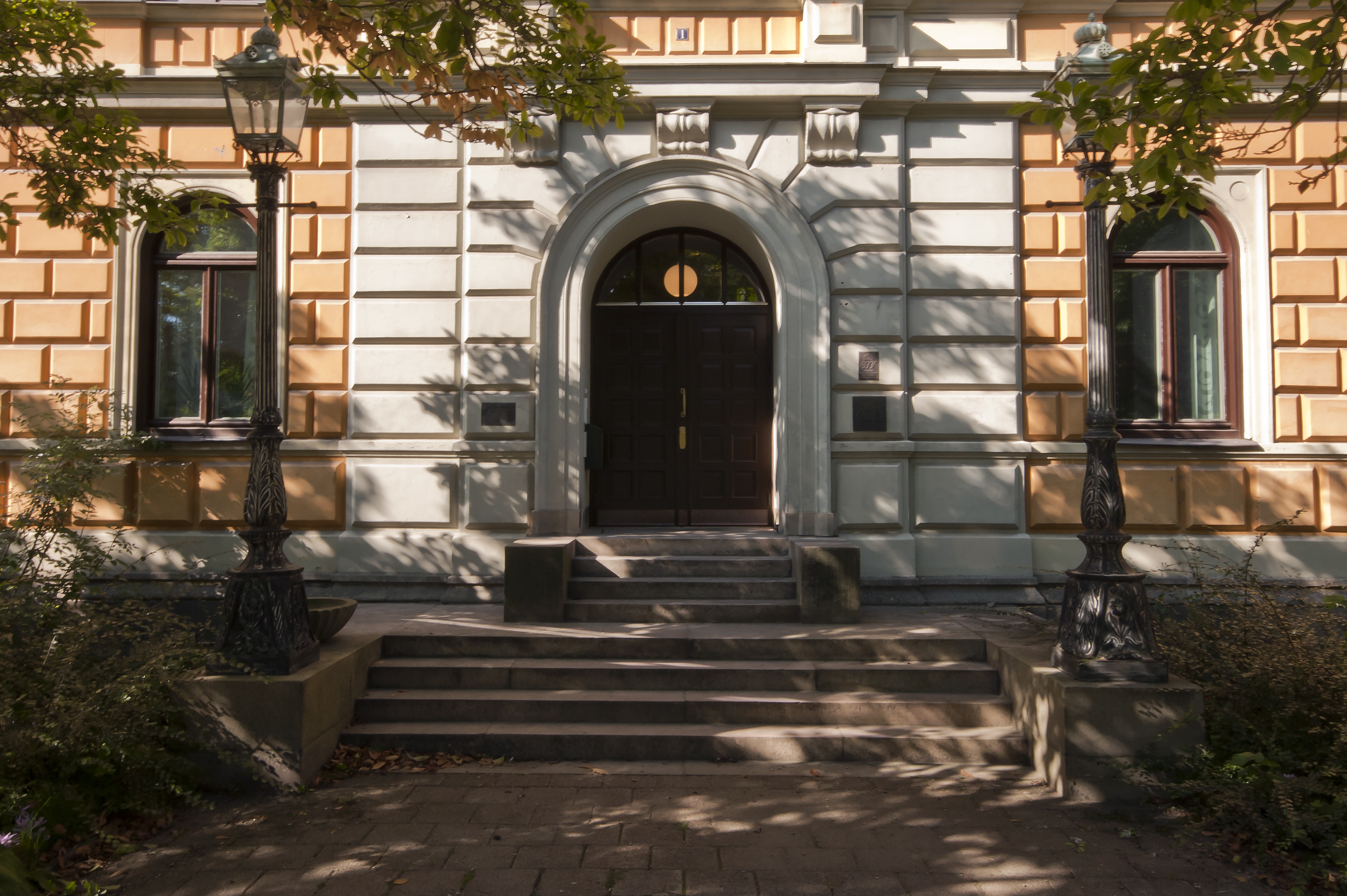
Porten till länsresidenset i Kristianstad.

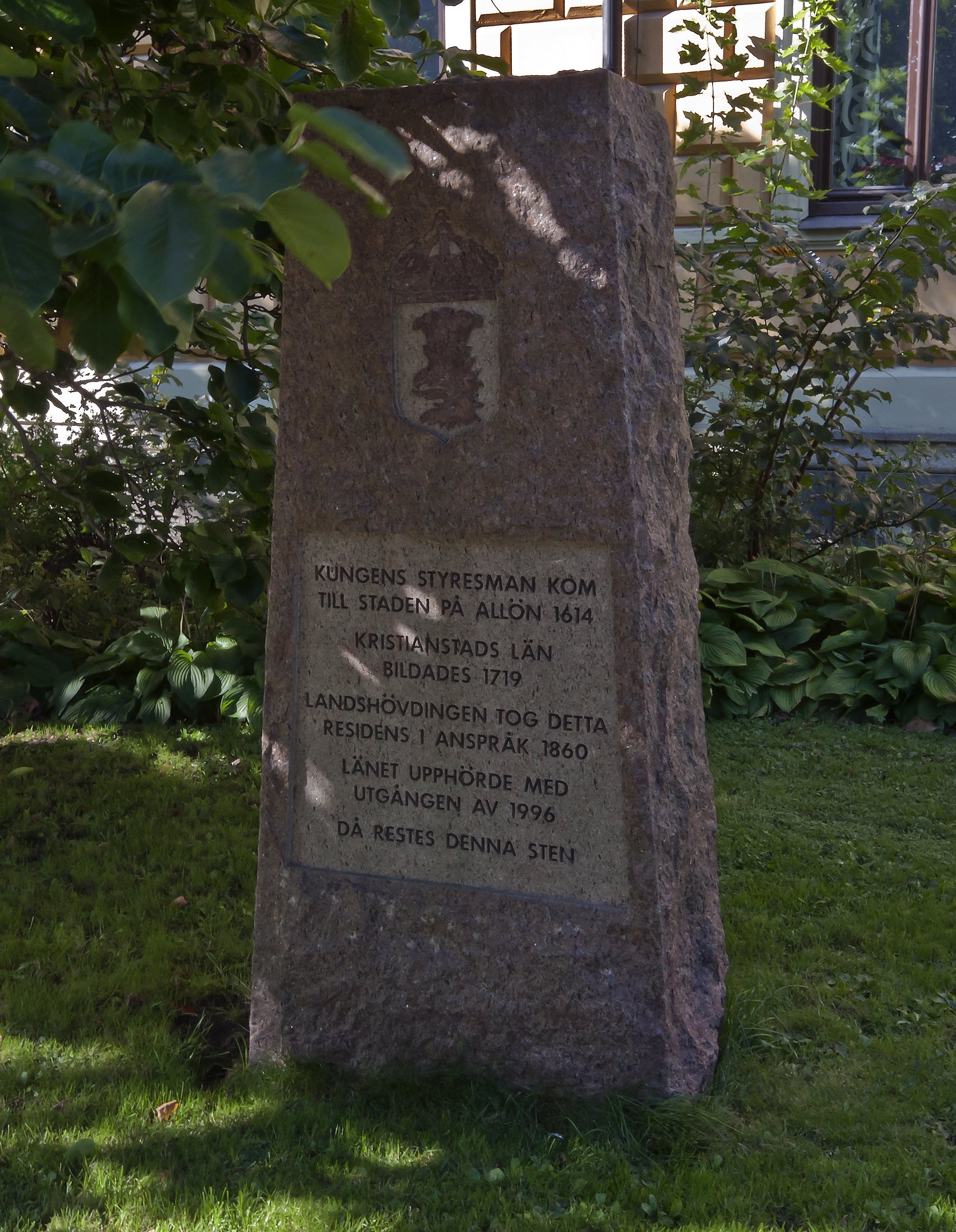
Minnessten vid länsresidenset i Kristianstad

Länsresidenset i Kristianstad är centralt beläget i Kristianstad. Kvarteret med Residenset omges av Residensgatan 1, Västra Boulevarden 49, Södra Kaserngatan 2-4 och Västra Vallgatan. Mellan 1860 och 1996 var det residens för landshövdingen i Kristianstads län. 
Byggnaden används fortfarande i offentlig verksamhet för Region Skåne och delvis av Länsstyrelsen i Skåne län. Den har varit statligt byggnadsminne sedan den 25 januari 1935.

## Bakgrund
Kristianstad grundades 1614 av Kristian IV som ett befäst skydd mot svenskarna strax söder om riksgränsen och omslöts av vallar, bastioner och vallgravar. Skåne blev svenskt 1658 och då var Kristianstad inte längre viktig som gränsfästning, men bibehölls ändå befäst. Trots detta lyckades danskarna besätta staden i två år under skånska kriget 1675–79. Efter fredsslutet raserades befästningsverken, men 1724 beslöts att de skulle sättas i stånd igen. Genom en generalorder den 8 februari 1847 bestämde dock Kungl Maj:t, att Kristianstad inte längre skulle betraktas som fästning varpå befästningsverken raserades. Där verken funnits anlades Västra och Östra boulevarderna. De trädplanterade gatorna förlänade Kristianstad att liksom Vänersborg kallas för Lilla Paris.
År 1719 blev Kristianstad residensstad i det nybildade Kristianstads län och Samuel von Hyltéen den förste landshövdingen under åren till 1738. Han köpte en gård vid Stora Torg, senare inlöst av Kronan. I slutet av 1700-talet ansågs gården som alltför enkel för sitt ändamål och en tid saknades ett residens. Axel Gabriel de la Gardie (1772–1838) drev igenom, att en gård med tre korsvirkeslängor vid Lilla Torg inköptes 1811 som landshövdingeresidens. Denna ansågs dock inte heller som särskilt passande som residens. Vid mitten av 1800-talet bestämdes därför att ett residens, som också rymde länsstyrelsen, skulle byggas vid Västra Boulevarden.

## Beskrivning
År 1854  beviljade riksdagen medel till ett nytt länsresidens. Uppdraget att rita det nya residenset gick till Fredrik Wilhelm Scholander. Kung Oscar I stadfäste ritningarna 1855. Residenset uppfördes 1857–60 av murmästare Mats Holmgren i Kristianstad. Residenset uppfördes i två våningar med vind i italiensk renässansstil. I den övre våningen inrymdes landshövdingens bostad. I den nedre våningen var det ursprungligen lokaler för landskansli och landskontor. Vid tomtens norra sida uppfördes en uthuslänga i en våning med vind för stall, vagnhus, kuskbostad och foderskulle.
År 1924 höjdes huvudlängans flyglar med en våning. Per Lennart Håkansson, stadsarkitekt i Kristianstad, ansvarade för ombyggnaden. Residenset blev statligt byggnadsminne redan 1935. Mellan 1935 och 1940 ersattes stallängan och gårdsmurarna med kontorslokaler för länsstyrelsen ritade av länsarkitekterna Nils Blanck och Manne Carlsman. Den 1 januari 1997 övergick Kristianstads län i det nybildade Skåne län och var inte längre ett självständigt hövdingadöme. Residensets första våning används fortfarande för offentlig verksamhet då statliga Lantmäteriet har sitt kontor där.